# 林一嘉
林 一嘉（はやし かずよし、1982年9月28日 - ）は、日本の愛知県名古屋市出身の映画監督。

## 経歴
- 18歳で映画制作を開始。高校と大学はデザイン科へ進学[注 1]。絵画や彫刻作品で多数のコンクールで受賞している。短編長編を合わせ現在までに50作を越える映画作品を手掛ける。地元の名古屋市を拠点に映像フェスティバルの審査員や愛知工業大学の非常勤講師もしている。
- 2008年に開催された一般投票形式の映画祭、第10回インディーズムービー・フェスティバル（最終回）にて『核、弾頭』で一般MOVIE部門のグランプリを受賞。インディーズムービー・フェスティバルで入賞すると援助作品(ぴあフィルムフェスティバルのスカラシップのようなシステム)の権利を得ることが可能だが一切援助を受けずに劇場公開作品を製作した。
- 2009年に名古屋在中の映画監督達によるオムニバス映画『アウトサイダー052』で本編中の2作を監督し製作総指揮を担当。2010年5月25日に初の劇場公開となった。
- 2008年から着手していた『ローン・チャレンジャー』が東日本大震災と類似する内容的な問題により公開が見送られていたが2012年に『岸部町奇談〜探訪編〜』と同時に封切され全国公開を果たす。
- 2014年に岡崎市で開催されるCMフェス「康生CMフェスティバル」のアドバイザーを務めている。
- 2016年に岡崎市制100周年記念映画の監督を任命されたが同年10月に降板している。
- 2020年に『キドラアローン』がオースティンアクションフェスト2020（アメリカ）で長編部門最優秀賞するなど海外映画祭で3冠達成した[1]。

## 作風
- 脚本、撮影、編集、アクション、主演もこなす。音声はアフレコが多い。
- 造形やデザインを得意としポスターデザインも担当している。ゴジラファンでもあり『ローン・チャレンジャー』のラストシーンでは自らデザイン造形した怪獣ギニョールを登場させたり、時にはバンダイファッションネットの東宝ゴジラ誕生60周年記念ゴジラTシャツや『シン・ゴジラ』Tシャツほか特撮系のTシャツデザインを数多く受けている。
- 少林寺拳法の有段者で劇中にカンフーアクションが多い。自らの撮影ではハンドヘルド撮影（手持ちカメラ）を多用しレールやステディカムを一切使わずに役者の感情に合わせて動いたり、走ったり激しく動くカメラワークが特徴的。

## 主な監督作品

### 映画
- 核、弾頭（2007年、主演：宮嶋麻衣）（再編集版『ローン・モンスター』2009年）
- アウトサイダー052（2010年5月25日公開、オムニバス映画）
  - 岸部町奇談（主演：林由莉恵、sayo）
  - バースデイ（主演：宮嶋麻衣）
- ローン・チャレンジャー（2012年、出演：乙黒えり、林由莉恵）
- 岸部町奇談〜探訪編〜（2012年、主演：水沢奈子、横田亜美）
- 怪特探KAITOKUTAN 岸部町奇談（2013年）
- ENOLA（2015年）
- この世で一番強いヤツ（2016年）
- キドラアローン 破壊の娘（2019年）

### テレビドラマ
- イヤ談 ～ちょっとイヤな感じがする話～[2]（2022年12月、テレビ愛知）

### ビデオ
- いざ！東海道（2012年、名古屋市緑区役所）
- 陶神オリバー（2016年、ご当地ヒーローでまちおこしの会）
- ドリーミング・デッド（2018年、世田谷ベースコラボレーション作品）

### ミュージック・ビデオ
- DUB 4 REASON「Anarchy And Dub」（2015年）

## 製作総指揮
- アウトサイダー052（2010年）

## 出演

### 映画
- 核、弾頭（2007年）
- RED/HOT（2009年、監督：竹山尚希）主演-山中 役
- 岸部町奇談（2010年5月公開、オムニバス映画「アウトサイダー052」の中の1編）
- ローン・チャレンジャー（2012年）主演-加ト 役
- 怪特探KAITOKUTAN 岸部町奇談（2013年）猿彦 役
- ENOLA（2015年）平良 役
- この世で一番強いヤツ（2016年）猿田彦 役
- キドラアローン 破壊の娘（2019年）

### バラエティ番組
- なつめぐ堂（2006年6〜7月、CBC）
- 黒ちゃんねる（2010年5月、テレビ愛知）

## 受賞歴

### 映画
- SAKAE Movie Award 2007 堤幸彦賞（『ONORE（オノレ）』、2007年）
- 第10回インディーズムービー・フェスティバル グランプリ（『核、弾頭』、2008年）
- あいちの新世代たち2009 招待（『あい』、2009年）
- 名古屋チャリティ映画祭 観客賞（『あい』、2009年）
- 愛知の新世代たち2010 招待（『ローン・モンスター』、2010年）
- 康生CMフェスティバル 人気投票1位、作品賞（『シビコ』、2014年）
- 康生CMフェスティバル 技術賞（『松本町』、2014年）
- イエローフィーバー インディーフィルムフェスティバル2020 ベストアクション賞ノミネート（『キドラアローン』）
- オースティン アクションフェスト2020 長編部門 最優秀賞（『キドラアローン』）
- アーバンアクションショーケース国際アクション映画祭2020 最優秀アクション女優賞（『キドラアローン』）
- インディペンデントショートアワード 最優秀アクション賞・サウンドデザイン賞（『キャリアー/アクションスペシャル』、2022年）
- パリ プレイ映画祭 - 最優秀アクション賞（『キャリアー/アクションスペシャル』、2022年）
- アクション・アドベンチャー映画祭 最優秀アクション賞（『キャリアー/アクションスペシャル』、2022年）
- ノルウェーアクション映画祭 最優秀アクション賞（『キャリアー/アクションスペシャル』、2022年）
- ファイティングスピリットオールアクションアンドマーシャルアーツ映画祭 撮影部門ノミネート（『キャリアー/アクションスペシャル』、2022年）

### 少林寺拳法
- 愛知県少林寺拳法連盟30周年記念大会中学生有段の部 優秀賞（1995年全国大会in福岡出場）（1995年）
- 少林寺拳法東尾張大会中学生有段の部 優秀賞（1996年）

他多数